# Stefan Matzner
Stefan Matzner (Korneuburg, 24 de abril de 1993) é um desportista austríaco que compete no ciclismo na modalidade de pista. Ganhou uma medalha de bronze no Campeonato Europeu de Ciclismo em Pista de 2018, na carreira por pontos.

## Medalheiro internacional
| Campeonato Europeu | Campeonato Europeu     | Campeonato Europeu | Campeonato Europeu |
| Ano                | Lugar                  | Medalha            | Competição         |
| ------------------ | ---------------------- | ------------------ | ------------------ |
| 2018               | Glasgow ( Reino Unido) | Medalha de bronze  | Pontuação          |